# Melanargia clarens
Melanargia clarens är en fjärilsart som beskrevs av Wagener 1959. Melanargia clarens ingår i släktet Melanargia och familjen praktfjärilar. Inga underarter finns listade i Catalogue of Life.